# Ratatosk
I nordisk mytologi er Ratatosk et egern, der piler op og ned mellem Yggdrasils top og rødder for at bringe nyheder.
Ratatosk er budbringer mellem verdenerne og kan bevæge sig frit fra is til ild og alt imellem. Han taler med alle, både aser og norner.
Fra Grimners kvad hos kong Gejrrød:
Ratatosk er et rendende egern
på asken Yggdrasil,
ørnens ord skal han ovenfra bære
og sige Nidhug forneden.